# Воротинські
Воротинські - згаслий князівський рід, який походить від однієї з гілок Рюриковичів - Ольговичів, лінії князів Новосільських. Рід занесено до Оксамитової книги.

## Походження та історія роду
Засновником династії вважається Федор Львович Новосільський, син Лева Романовича Новосільського, († І половина XV століття). Після смерті Лева Новосільського Новосільське князівство розпалося на три верховських князівства: Одоєвське, Бєлєвське, Воротинське. Князь Федор став першим правителем Воротинського князівства.
Князі Воротинські перейшли у підданство Великого князівства Литовського (1442). Князь Іван Михайлович, правнук Лева Романовича, перейшов на службу до Івана III Васильовича, великого князя московського, у якого був боярином та воєводою.

## Представники
- Федір Львович Воротинський — (початок XV століття); дружина — Марія Корибутівна Северська
  - Михайло Федорович Воротинський — (кінець XV століття)
    - Іван Михайлович Воротинський (старший) († 1535); дружина — (1) Анастасія Іванівна Захар'їна, (2) Ганна Василівна Шастунова
      - (від першого шлюбу) Михайло Іванович Воротинський — (бл. 1510—1573); дружина — Степаніда Іванівна Кубенська
        - Іван Михайлович Воротинський (молодший)  — († 1627); дружина — (1) Феодора, (2) Марія Петрівна Буйносова-Ростовська
          - (від другого шлюбу) Олексій Іванович Воротинський — (1610—1642); дружина — Марія Лукьянівна Стрешньова
            - Іван Олексійович Воротинський — († 1679); (1)дружина — Наталія Федорівна Куракина, (2) Анастасія Львовна Ізмайлова
              - (від першого шлюбу) Михайло Іванович Воротинський († 22 вересня 1677)
              - (від першого шлюбу) Стефанида Іванівна Воротинська († 1661), померла в дитинстві
              - (від першого шлюбу) Прасков'я Іванівна Воротинська († 1679)
              -  (від першого шлюбу) Анастасія Іванівна Воротинська († 1691); чоловік — князь Голіцин Петро Олексійович.

          - Єкатерина Іванівна Воротинська; чоловік — князь Федір Сунчалеевич Черкасский.

        - Дмитро Михайлович Воротинський — († 1584)
        - Агрипина Михайлівна Воротинська († 1571)

      - (від першого шлюбу) Володимир Іванович Воротинський — († 1553); дружина — Марія Федорівна Телепньова-Оболенська.
        - Марія Володимирівна Воротинська

      - (від першого шлюбу) Олександр Іванович Воротинський — († 1564); дружина — (1) Ірина, (2) - Марфа
        - (від першого шлюбу) Ганна (Анастасія) Олександрівна Воротинська

  - Дмитро Федорович Воротинський — (кін. XV століття — початок XVI століття)
  - Семен Федорович Воротинський — (кін. XV століття — початок XVI століття)